# بریوم
بریوام (فرانسوی: Berywam‎) گروه ضرب دهانی (بیت باکس) اهل تولوز فرانسه است. آن‌ها برنده مسابقات قهرمانی ضرب دهانی در سال ۲۰۱۶ در فرانسه و مسابقات جهانی در سال ۲۰۱۸ هستند.
آن‌ها در فصل چهاردهم امریکاز گات تلنت شرکت کردند و تا فینال این مسابقات رفتند.